# クローディ・エニュレ

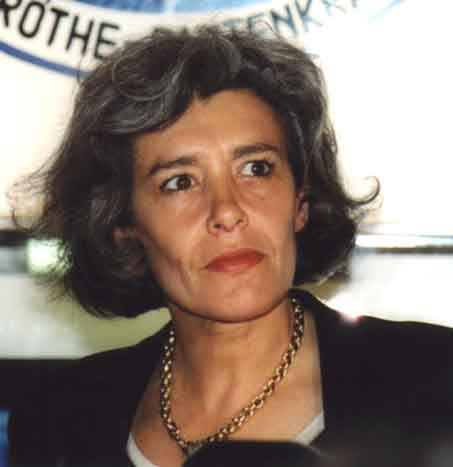
クローディ・エニュレ

クローディ・エニュレ（Claudie Haigneré、1957年5月13日-）は、ソーヌ＝エ＝ロワール県ル＝クルーゾ出身の医者、政治家、宇宙飛行士である。1985年から1999年までフランス国立宇宙研究センター、1999年から2002年まで欧州宇宙機関で勤めた。ソユーズTM-24、ソユーズTM-23、ソユーズTM-33、ソユーズTM-32に搭乗し、25日と14時間22分宇宙に滞在した。

## 背景
エニュレはフランスで生まれ、Faculté de Médecine (Paris-Cochin)とFaculté des Sciences (Paris-VII)で医学を学んだ。彼女はその後、生物学、スポーツ医学（1981年）、航空学、宇宙医学（1982年）、リウマチ学（1984年）を修了した。1986年にバイオメカニクスと生理学の学位を取得した。1992年には、神経科学の論文で博士号を取得した。

## 宇宙でのキャリア
エニュレは、将来の夫となるジャン＝ピエール・エニュレが参加した1993年のミールのミッションでバックアップクルーとなった。2001年にジャン＝クロード・メルランが発見した小惑星エニュレは彼ら2人の名誉から名づけられた。エニュレは1996年に、ロシアとフランスが合同で行ったカシオペア計画の一環として16日間ミールを訪れた。2001年、アンドロメダ計画の一環として、エニュレはヨーロッパの女性として初めて国際宇宙ステーションを訪れた。2002年6月18日に宇宙飛行士を引退した。

## 政治でのキャリア
宇宙飛行士引退後、エニュレはフランスの政界に進出し、ジャン＝ピエール・ラファラン内閣でEuropean Affairsとresearch and new technologiesの大臣を務めた。